# Berg-Vogelspinne
Die Berg-Vogelspinne oder Rote Skelett-Vogelspinne (Ephebopus rufescens) ist eine Spinne aus der Familie der Vogelspinnen (Theraphosidae). Die Art ist im Nordosten Südamerikas verbreitet und vollführt wie alle Arten der Gattung Ephebopus eine terrestrische (bodenbewohnende) Lebensweise, was für die ansonsten überwiegend arborealen (baumbewohnenden) Vertreter der Unterfamilie der Aviculariinae eher unüblich ist. Die Trivialnamen deuten sowohl auf das Aussehen der Spinne als auch ihre Habitate (Lebensräume), obgleich sie neben gebirgigen Arealen auch im Tiefland anzutreffen ist.

## Merkmale

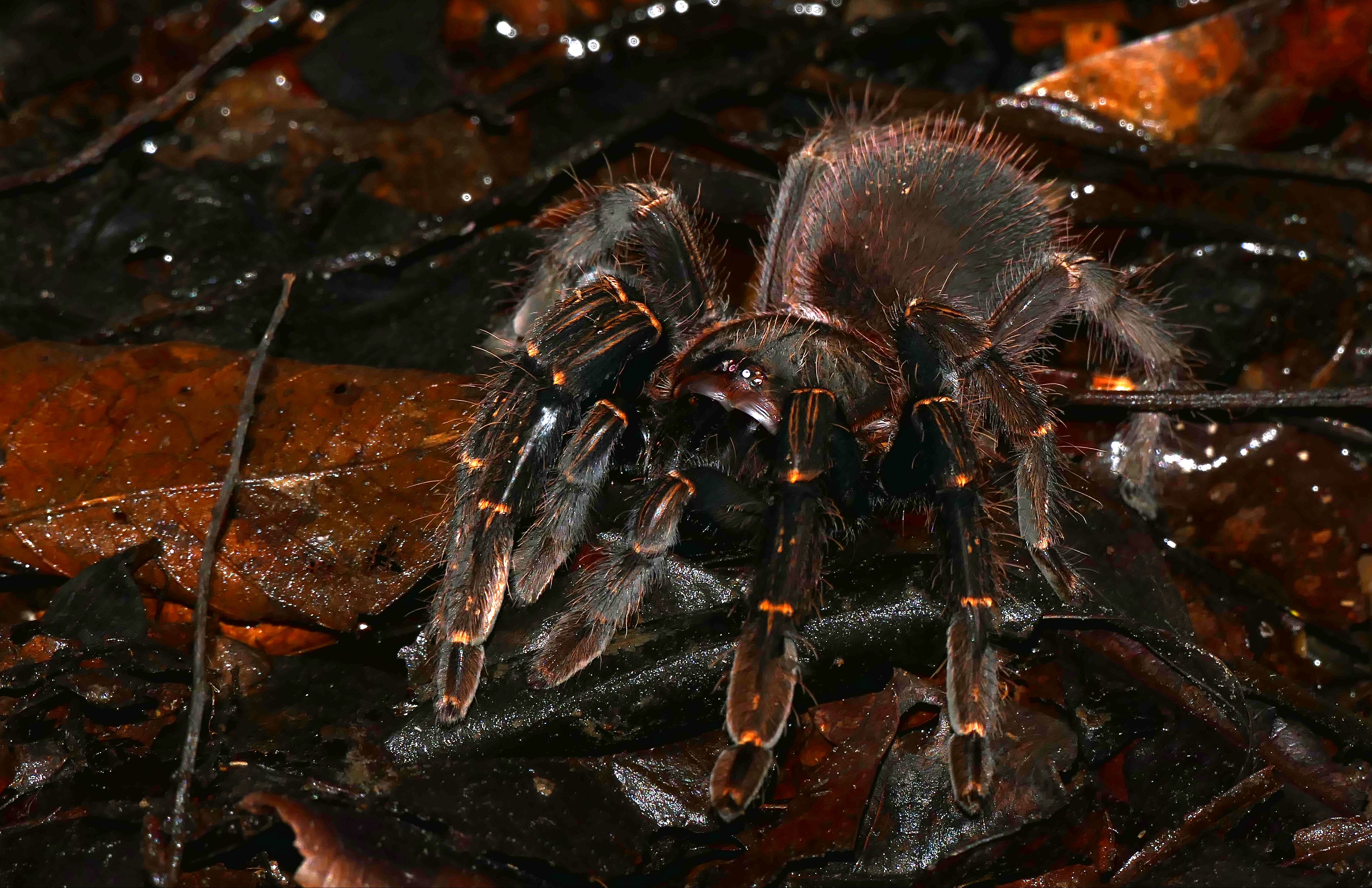
Frontalansicht eines Weibchens

Die Körperlänge der Berg-Vogelspinne lässt sich ungefähr mit der anderer Arten der Gattung Ephebopus vergleichen. Auch der grundsätzliche Körperbau ist mit dem anderer Vertreter der Gattung identisch. Dies schließt das Aufweisen von Brennhaaren an den Femora (Schenkel) der Pedipalpen (umgewandelte Extremitäten im Kopfbereich) mit ein. Diese Eigenschaft lässt die Berg-Vogelspinne zu den Bombardierspinnen zählen, bei denen sich jedoch die Brennhaare für gewöhnlich am Opisthosoma (Hinterleib) befinden.
Ein herausragendes Merkmal der Berg-Vogelspinne ist die prägnante dunkelrotbraune Farbgebung. Ein bei vielen Spinnen vorhandener Sexualdimorphismus (Unterschied der Geschlechter) ist auch hier vorhanden. Das Weibchen der Art besitzt blasse, schmale und parallel angelegte Streifen, die sich dorsal (oberhalb) auf den Patellae (Glieder zwischen Femora und Tibien, bzw. Schienen) und den Femora der Beine befinden. Dem Männchen fehlen die bei denen anderer Arten der Gattung vorhandenen gelben Bänder im Bereich der Gelenke zwischen den Femora und den Patellae.
Ein einzelner Bulbus (männliches Geschlechtsorgan) der Berg-Vogelspinne unterscheidet sich von denen anderer Arten der Gattung Ephebopus dadurch, dass dieser vergleichsweise groß und kugelig ist sowie einen eher kürzeren und sich verjüngenden Embolus aufweist, der apikal (zur Spitze gelegen) leicht gebogen verläuft. Die Spermatheken (Samentaschen) besitzen zwei kräftige und jeweils getrennte säulenförmige Lappen. Ein ähnliches Merkmal ist auch bei der gattungsverwandten Art E. uatuman, bei der diese Lappen jedoch basal (an der Basis) deutlich breiter gebaut sind und sich apikal verengen.

## Verbreitung und Lebensräume

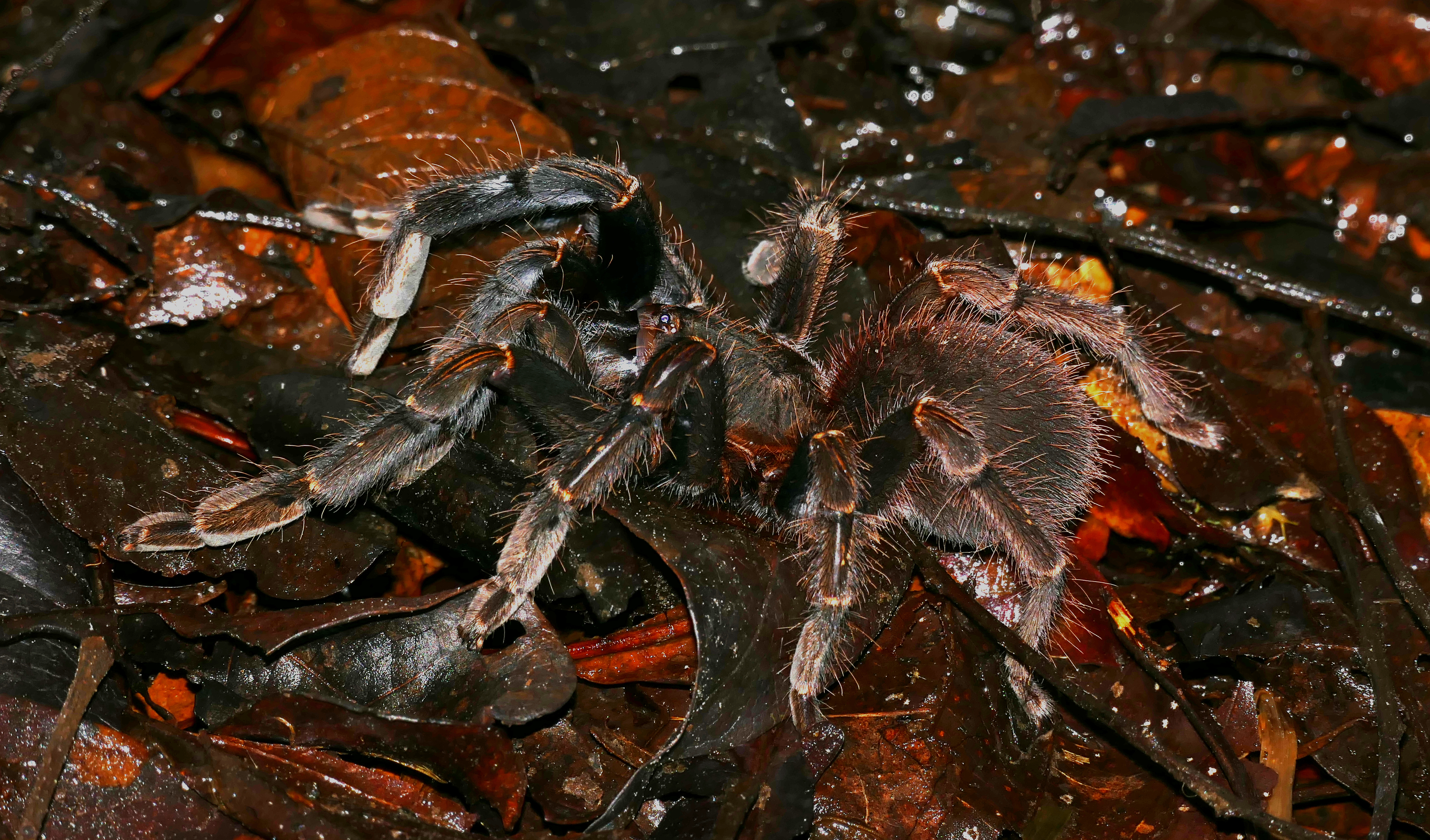
Weibchen, gefunden in Französisch-Guayana

Als Verbreitungsgebiet der Berg-Vogelspinne wird Französisch-Guayana genannt. Beim Fundort der Typusexemplare (für die Erstbeschreibung angewandte Exemplare) handelte es sich jeweils um die Gemeinden Maripasoula und Saül in Französisch-Guayana sowie 30 Kilometer westlich von Manaus, der Hauptstadt des brasilianischen Bundesstaats Amazonas, wo dieses Individuum am Jacaré-Bach gefunden wurde. Als Habitat (Lebensraum) nimmt die Art Regenwälder sowohl im Tief- als auch im Hochland, wo sie in hoher Individuendichte angetroffen werden kann.

## Biologie

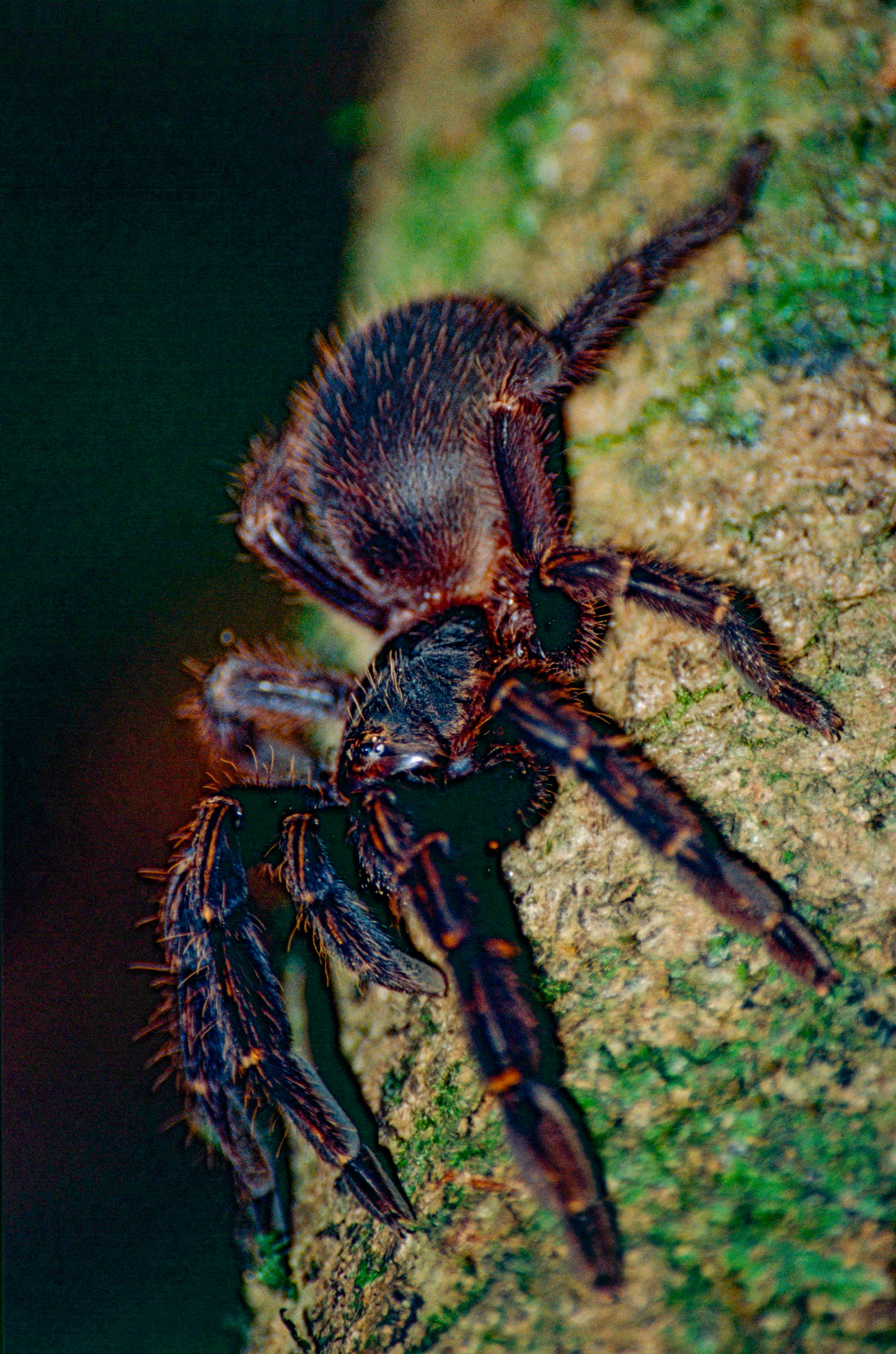
Weibchen an einem Baum

Die Biologie der Berg-Vogelspinne ist bislang wenig erforscht. Innerhalb der Gattung Ephebopus weist sie die aus ökologischer Sicht vielfältigste Variabilität an Rückzugsorten auf. Als solche kommen mitunter hohle Stämme als auch Äste von Bäumen sowohl auf als auch über dem Boden in Frage. Weitere Orte, die die Spinne für Unterschlüpfe nutzt, sind Hohlräume stehender Bäume, verlassene Kartonnester von Termiten und Moosschichten an den Seiten beschatteter Felswände. Einmalig ließ sich auch Unterschlupf eines Individuums der Art nachweisen, das sich drei Meter über dem Boden in einer abgestorbenen Palme befand.
Die Berg-Vogelspinne legt den eigentlichen Rückzugsort nach bisherigen Kenntnissen immer in Assoziation mit Gehölz und Moosen an, wie es etwa in oder auf toten oder umgestürzten genauso wie auf moosbedeckten Bäumen oder dessen Wurzeln oder Ästen genauso wie bei Felsen der Fall sein kann. Die wie die anderen Arten der Gattung terrestrische (bodenbewohnende) Berg-Vogelspinne gräbt sich wie für Vogelspinnen (Theraphosidae) mit dieser Biologie üblich einen Unterschlupf in Form einer selbst gegrabenen Wohnröhre an, der bei dieser Art und dabei insbesondere beim Weibchen mit einem ausgedehnten Wohngespinst erweitert wird. Diese Erweiterung nimmt für gewöhnlich ein Drittel bis ein Viertel der Länge des gesamten Unterschlupfes aus und kann vertikal oder horizontal ausgerichtet sein. Der gesamte Rückzug wird von der Spinne im Regelfall mit Erdpartikeln und Bestandteilen abgestorbener Pflanzen getarnt, mit dem Wohngespinst verflochten und an einem holzigen oder moosigen Substrat befestigt. An der Mündung der Wohnröhre befindet sich ein leicht ausgeweitetes und kragenförmiges Gebilde aus Spinnseide.

## Systematik

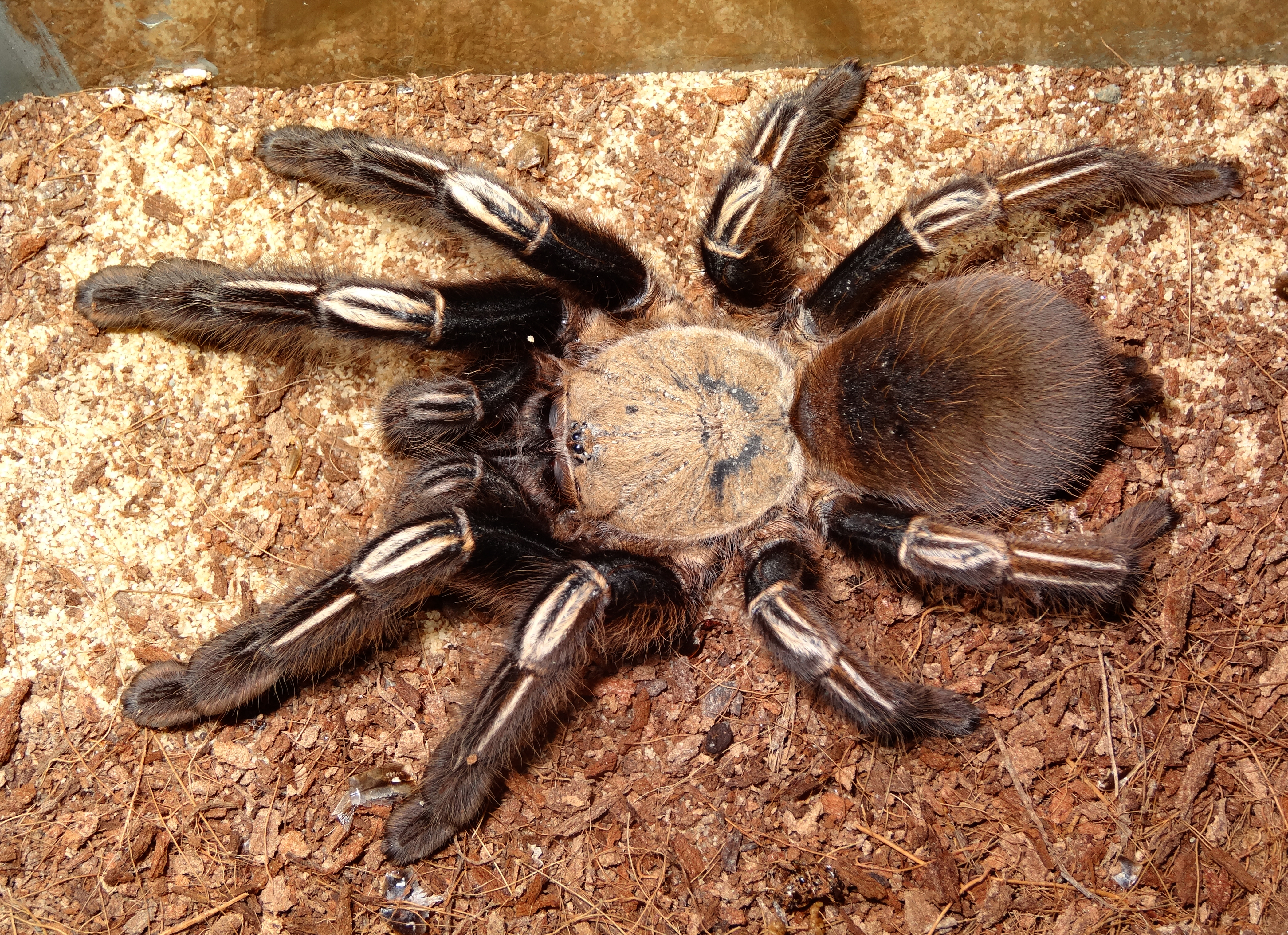
Weibchen der Goldstreifen-Vogelspinne (E. murinus), der Schwesterart der Berg-Vogelspinne.

Die Systematik der Berg-Vogelspinne wurde wenig verändert und erhielt bereits bei ihrer 2000 von Rick C. West und Samuel D. Marshall durchgeführten Erstbeschreibung die noch heute gängige Bezeichnung Ephebopus rufescens. Der Artname rufescens ist ein Epitheton des lateinischen Wortes rufus, das übersetzt „rötlich“ bedeutet. Er deutet somit auf das rotbraune Erscheinungsbild der Spinne.
Bei einer 2008 von Rick C. West, Samuel D. Marshall, Caroline Sayuri Fukushima und Rogerio Bertani durchgeführten Review mitsamt kladistischer Analyse der Gattung Ephebopus wurden deren fünf Arten einschließlich der Berg-Vogelspinne in zwei Artengruppen aufgeteilt. Dazu wurde eine Datenmatrix aufgestellt, bei der insgesamt 21 Taxa der Unterfamilie der Aviculariinae sowie 48 Charaktereigenschaften dieser mit einbezogen wurden. Eine der beiden dabei entstandenen Artengruppen der Gattung trägt den Namen der Art E. foliatus und setzt sich neben dieser aus der Art, sowie E. uatuman und der Blauzahn-Vogelspinne (E. cyanognathus) zusammen. Die andere Gruppe wurde nach der Goldstreifen-Vogelspinne (E. murinus) benannt und beinhaltet neben dieser die Berg-Vogelspinne, womit die Goldstreifen-Vogelspinne gemäß dieser Revision die Schwesterart der Berg-Vogelspinne ist. Folgendes Kladogramm verdeutlicht die Stellung der Berg-Vogelspinne innerhalb der Gattung Ephebopus:
| Artengruppe der Goldstreifen-Vogelspinne (E. murinus) | \| \| Goldstreifen-Vogelspinne \| \| \| \| \| \| Berg-Vogelspinne \| \| \| \| |
|                                                       | \| \| Goldstreifen-Vogelspinne \| \| \| \| \| \| Berg-Vogelspinne \| \| \| \| |
|                                                       | Artengruppe von E. foliatus                                                   |
|                                                       |                                                                               |
|                                                       | Goldstreifen-Vogelspinne                                                      |
|                                                       |                                                                               |
|                                                       | Berg-Vogelspinne                                                              |
|                                                       |                                                                               |

|  | Goldstreifen-Vogelspinne |
|  |                          |
|  | Berg-Vogelspinne         |
|  |                          |